# Shield Portable
SHIELD Portable — гибридная портативная игровая система от компании NVIDIA, ставшая первой в семействе игровых приставок SHIELD. Устройство было анонсировано на Международной выставке потребительской электроники 7 января 2013 года и поступило в продажу 31 июля того же года. Приставка работает под управлением операционной системы Android без значительных модификаций интерфейса от NVIDIA, для взаимодействия с которой предназначен как сенсорный экран, так встроенный контроллер.
В качестве аппаратной платформы в консоли применяется система на кристалле Tegra 4 с набором проводных и беспроводных интерфейсов. Для разработки игр под консоль NVIDIA предложила специальный SHIELD SDK, распространение оптимизированных игр ведётся через магазин цифровой дистрибуции Google Play, а информирование потребителя о них ведётся через встроенное приложение SHIELD Hub или TegraZone.
По словам Джен-сена Хуана, генерального директора NVIDIA, SHIELD должна стать устройством, которое сделает для игр то же, что сделали iPod и Kindle для музыки и книг, — «позволит нам играть новым замечательным образом».

## Анонс
7 января 2013 года на выставке CES 2013 компания NVIDIA представила свою первую игровую консоль под названием Project Shield.

## Технические характеристики
Nvidia Shield оборудована 5-дюймовым экраном и работает на операционной системе Google Android 4.4 KitKat. В консоли используется система на кристалле Tegra 4, который, по словам разработчиков, в 6 раз производительнее своего предшественника, Tegra 3.
На консоли можно запускать игры с ПК, которые транслируются на консоль по Wi-Fi. Системные требования, заявленные компанией: мобильная или настольная видеокарта класса GTX от GeForce GTX 650 и новее, процессор Intel Core i3-2100 или новее, объём ОЗУ — 4 гигабайт, операционная система — Windows 7 или новее, а также программное обеспечение GeForce Experience с наиболее актуальными драйверами. Для трансляции содержимого компьютер должен быть подключён к роутеру с поддержкой стандарта IEEE 802.11a/g или новее.
Приставка работает с картами памяти стандарта MicroSD объёма до 64 ГБ с файловой системой NTFS. В дистрибутив прошивки установлены онлайн-сервисы: Google Play для загрузки программного обеспечения и другого контента, NVIDIA TegraZone для доступа к каталогу оптимизированных для Shield игр и NVIDIA GRID для потоковой трансляции PC-игр с серверов компании NVIDIA.

## Игры
| - Batman: Arkham City - BioShock Infinite - Borderlands 2 - Call of Duty: Black Ops II - Dead Island: Riptide - Dirt 3 - Dishonored - DmC: Devil May Cry - F1 2012 - F1 Race Stars - Grand Theft Auto IV - Grand Theft Auto: Episodes From Liberty City - GRID 2 - Half-Life 2 - Left 4 Dead 2 - Metro 2033 - Metro: Last Light - Mortal Kombat Komplete Edition - Portal 2 - Resident Evil: Revelations - Pressure - Resident Evil 6 - Sniper: Ghost Warrior 2 - Star Trek - The Elder Scrolls V: Skyrim - Tomb Raider | Список Android-игр, оптимизированных разработчиками или компанией NVIDIA для приставки. - Asphalt 8 - Airborne - Arma Tactics - Auralux - AVP Evolution - Beach Buggy Blitz - Blood Sword: Sword of Ruin THD - Burn Zombie Burn! - Choplifter - Chuck’s Challenge - CODEX the Warrior: Chain of Nemesis THD - Dead on Arrival 2 THD - Dead Trigger - Dungeon Hunter 4 - Expendable: Rearmed - Grand Theft Auto III - Grand Theft Auto: Vice City - Grand Theft Auto: San Andreas - Great Battles Medieval - Half-Life 2 - Hamilton’s Great Adventure THD - Hockey Nations 2011 THD - Jett Tailfin Racers - Max Payne - Portal - Puddle THD - Real Boxing - Renaissance Blood THD - Riptide GP - Riptide GP 2 - RU Golf THD - Shadowgun THD - Shadowgun: Deadzone - Shine Runner THD - Skiing Fred - Sonic 4: Episode II THD - Soulcraft THD - Space Ark - Star Wars Pinball - Tainted Keep - The Bard’s Tale - The Cave - The Conduit - The Walking Dead: The Game - The Walking Dead: Season Two - Zen Pinball THD - Zombie Driver THD |